# Magnolia Beach (Washington)
Magnolia Beach az Amerikai Egyesült Államok északnyugati részén, Washington állam King megyéjében elhelyezkedő önkormányzat nélküli település.
Magnolia Beach postahivatala 1908 és 1953 között működött. A település nevét az Iowa állambeli Magnoliáról, a telepesek egykori lakhelyéről kapta.

## Fordítás
- Ez a szócikk részben vagy egészben  a   Magnolia Beach, Washington című angol Wikipédia-szócikk ezen változatának fordításán alapul.  Az eredeti cikk szerkesztőit annak laptörténete sorolja fel. Ez a jelzés csupán a megfogalmazás eredetét és a szerzői jogokat jelzi, nem szolgál a cikkben szereplő információk forrásmegjelöléseként.